# Иоанн Каноник
Иоанн Каноник (англ. John the Canon, лат. Canonicus) — францисканский монах и английский учёный XIV века.

## Биография
Иоанн был родом из Барселоны и позже стал каноником августинцев в кафедральном соборе Тортосы. Позже он стал магистром искусств в Тулузском университете. 
Был в Париже учеником Дунса Скота. 

## Труды
Его главный труд — комментарий к Аристотелю «Глубочайшие вопросы доктора Иоанна Каноника из ордена миноритов по поводу восьми книг Физики Аристотеля» (лат. «Quaestiones profundissimi doctoris Johannis Canonici ordinis minoris super octo Libris Physicorum Aristotelis»; Падуя, 1475, несколько раз переиздавался). Он написал также комментарий на «Сентенции» Петра Ломбардского и др.